# Національний фармацевтичний університет
Націона́льний фармацевти́чний університе́т(НФаУ) — державний заклад вищої освіти, підпорядкований Міністерству охорони здоров'я України, розташований у Харкові.

## Історія
Понад сто років історії та розвитку сучасного НФаУ позначені такими етапами:
- 1812 — фармацевтична лабораторія фармацевтичного відділення медичного факультету Харківського імператорського університету;
- 1921 — Харківський хіміко-фармацевтичний інститут — перший в Україні фармацевтичний вищий навчальний заклад;
- 1930 — Харківський фармацевтичний інститут;
- 1992 — Українська фармацевтична академія;
- 1999 — Національна фармацевтична академія України;
- 2002 — Національний фармацевтичний університет (НФаУ).

Підготовка фармацевтичних кадрів в Україні розпочалась у 1805 році на кафедрі лікарського речовинослів'я, фармації та лікарської словесності факультету медичних і лікарських наук Харківського Імператорського університету. Через 5 років перші випускники отримали дипломи магістрів фармації. У 1812 році було відкрито фармацевтичну лабораторію та розпочато підготовку науковців у галузі органічної хімії та фармакогнозії.
У 1921 році в Харкові на базі медико-фармацевтичного факультету Харківського Імператорського університету був відкритий Харківський фармацевтичний інститут. Першим ректором у 1921—1922 рр. був М. О. Валяшко, а викладачами і фундаторами — відомі професори та діячі науки: М. П. Красовський, А. Д. Розенфельд, М. С. Бокаріус, М. А. Ангарська. У різні роки університет очолювали Ю. Г. Борисюк (1941—1942, 1944—1958), Г. П. Півненко (1958—1971), Д. П. Сало (1971—1980), В. П. Черних (з 1980—2017). Обіймаючи керівні та викладацькі посади, вони зробили значний внесок у розвиток фармацевтичної освіти і науки, підготовку кадрів галузі. 16 листопада 2017 р. колектив Національного фармацевтичного університету обрав А. А. Котвіцьку ректором НФаУ.
У 1937 році вчена рада інституту отримала повноваження надавати наукові ступені кандидата, а згодом і доктора фармацевтичних наук. Було відкрито факультети: з підготовки військових провізорів (1952); заочний (1964—1971 і потім — з 1999); з підготовки іноземних громадян (1974); факультет удосконалення провізорів (1984, який у 1993 році змінює свій статус на Інститут підвищення кваліфікації спеціалістів фармації); з 2001 року в структурі НФаУ починає функціонувати коледж.
1 березня 2021 року НФаУ отримав сертифікати Міжнародної організації із сертифікації (ISO) на відповідність вимогам стандартів ISO 14001:2015 та ISO 50001:2018, які підтверджують впровадження в університеті екологічного та енергетичного менеджменту.

## Пріоритети
Пріоритетними напрямками діяльності колективу університету є підготовка професійних спеціалістів фармації, здійснення актуальних наукових досліджень, зміцнення взаємозв'язку з практичною системою охорони здоров'я, активна інтеграція у світовий освітянський, науковий, культурний та інформаційний простір.
Університет успішно співпрацює із ЗВО та науковими установами з країн Європи, Азії, Африки (навчання, практика, стажування, спільні наукові публікації, лекції провідних науковців, проведення конференцій, виставок, експорт науково-технічної продукції та освітніх послуг).
Національний фармацевтичний університет є членом або офіційним спостерігачем низки міжнародних університетських і професіональних асоціацій, зокрема, Інтернаціональної асоціації університетів, Європейської асоціації фармацевтичних факультетів, Міжнародної фармацевтичної федерації. У вересні 2013 року НФаУ підписав Велику хартію університетів — найбільш авторитетне, потужне і впливове об'єднання ЗВО світу.

## Керівництво
Ректор — Котвіцька Алла Анатоліївна, доктор фармацевтичних наук, професор, заслужений діяч науки та техніки України.
Проректор закладу вищої освіти з науково-педагогічної роботи — Владимирова Інна Миколаївна, доктор фармацевтичних наук, професор.
Проректор закладу вищої освіти з науково-педагогічної роботи — Кузнєцова Вікторія Юріївна, доктор фармацевтичних наук, професор.

## Факультети
- Фармацевтичний факультет: Декан: Голік Микола Юрійович, доктор фармацевтичних наук, кандидат хімічних наук, професор.
- Факультет медико-фармацевтичних технологій: Декан: Набока Ольга Іванівна, доктор біологічних наук, професор.

## Підготовка кадрів
В НФаУ відбувається підготовка кадрів за наступними освітніми програмами:
- першого (бакалаврського) рівня вищої освіти:   Лабораторна діагностика, Фізична терапія, Менеджмент, Біотехнологія, Маркетинг, Економіка підприємства
- другого (магістерського) рівня вищої освіти: Фармація; Клінічна фармація; Технології фармацевтичних препаратів; Технології парфумерно-косметичних засобів;  Хвороби дрібних домашніх тварин; Лабораторна діагностика; Терапія та реабілітація; Управління охороною здоров'я та фармацевтичним бізнесом; Якість, стандартизація та сертифікація; Промислова біотехнологія; Клінічні дослідження;  Косметологія
- третього (освітньо-наукового) рівня вищої освіти:  Фармація;  Медицина
В університеті функціонують 2 факультети (фармацевтичний, медико-фармацевтичних технологій), 12 кафедр, 7 науково-дослідних підрозділів, а також Інститут підвищення кваліфікації спеціалістів фармації, Фаховий коледж НФаУ. Таким чином, здійснюється підготовка фахівців для галузі за повною «замкнутою» схемою: підготовка кадрів — підвищення кваліфікації — перепідготовка — отримання другої освіти — підготовка науково-педагогічних кадрів.
Освітню та науково-дослідну роботу здійснюють 390 науково-педагогічних працівника. Серед них:
- 1 академік НАН України;
- 9 академіків та член-кореспондентів галузевих академій наук;
- 4 лауреати Державної премії України в галузі науки та техніки;
- 14 заслужених діячів науки та техніки України;
- 2 заслужених працівника охорони здоров'я України;
- 3 заслужених працівника освіти України;
- 2 заслужених працівника фармації України;
- 1 заслужений винахідник України;
- 5 лауреатів Державних премій в галузі науки та техніки та численні науковці, відзначені державними нагородами та нагородами закордонних університетів і товариств.

Навчальна і виробнича практика здобувачів освіти здійснюється на базі понад 700 фармацевтичних компаній, аптечних і медичних установ, наукових організацій.
Підготовка науково-педагогічних кадрів відбувається через аспірантуру та докторантуру за спеціальністю: 226 «Фармація, Промислова фармація»
В університеті діють разові спеціалізовані вчені ради для здобувачів наукового ступеня доктора філософії (PhD), а також спеціалізована вчена рада Д 64.605.01 для захисту дисертацій на здобуття наукового ступеня доктора фармацевтичних наук (профіль ради: 15.00.01 — технологія ліків, організація фармацевтичної справи та судова фармація, 15.00.02 — фармацевтична хімія та фармакогнозія).

## Науково-дослідна робота
НФаУ — це потужний науково-виробничий комплекс з розвиненою інфраструктурою, яка охоплює не лише підготовку кадрів вищої кваліфікації, але й повний цикл створення лікарських препаратів — від субстанції до препарату з розробкою технічної документації та впровадженням у виробництво. Вченими НФаУ розроблено та впроваджено у практику оригінальні ліки: «Альтан» (субстанція, мазь, таблетки), «Левосин», «Левомеколь», «Діакамф», «Кратал», «Інфлоракс», «Флаванабол», «Піфламін», «Хіноксикаїн», ліки з продуктів бджільництва.
Наразі на різних етапах вивчення та впровадження у виробництво знаходяться 371 лікарських препарати та субстанції, діють 6 наукових шкіл. Функціонують навчально-наукові лабораторії:
- Державна науково-дослідна лабораторія з контролю якості лікарських засобів,
- Клініко-діагностичний центр,
- Навчально-наукова тренінгова лабораторія медико-біологічних досліджень,
- Навчально-наукова тренінгова лабораторія хіміко-технологічних досліджень,
- Науково-методична (науково-дослідна) лабораторія з питань фармацевтичної освіти,
- Центр дистанційних технологій навчання НФаУ.

Ексклюзив і гордість університету — клініко-діагностичний центр європейського рівня, внесений до переліку закладів охорони здоров'я, що виконують загальнодержавні функції.
У світі відомі наукові школи НФаУ — хіміків, технологів, фармакогностів, фітохіміків, фармакологів, організаційно-економічного та інших напрямків. Науковці НФаУ отримують колективні гранти в рамках програм INTAS, відділень УНТЦ, Drug Information Association, Європейського директорату з якості ліків та охорони здоров'я, Abdus Salam International Center for Theoretical Physics (ICTP), SPRI International.
Університет організовує та проводить міжнародні наукові конференції, як в офлайн, так і в онлайн форматі, а також залучає спільноту до наукових семінарів та активно популяризує сучасну науку, у тому числі в рамках таких проєктів як «Наукові пікніки» та «Ніч науки».

## Наукові видання
НФаУ вперше засновані та видаються наукові журнали: «Вісник фармації», «Журнал органічної та фармацевтичної хімії», «Соціальна фармація в охороні здоров'я». НФаУ є також співзасновником «Фармацевтичного журналу», «Фармацевтичного часописа», «ScienceRise: pharmaceutical science», « ScienceRise: biological science»  

## Міжнародна діяльність
НФаУ успішно співпрацює з 36 навчальними та науковими установами з 19 країн світу на підставі міжуніверситетських угод про навчально-методичне співробітництво, академічні обміни та спільні наукові дослідження.
Здобувачі освіти та співробітники університету беруть активну участь у програмах академічної мобільності, в тому числі в рамках програм Erasmus+, NAWA та ін., а також презентують наукові дослідження на міжнародних конференціях та публікують у топових наукових виданнях світу.
Також НФаУ є потужним центром із підготовки іноземних здобувачів вищої освіти за англомовними та україномовними освітніми програмами. Випускниками та студентами університету є громадяни Х країн світу.

## Громадська діяльність
НФаУ є не тільки лідером фармацевтичної освіти, але й флагманом фармацевтичної спільноти України, який бере активну участь у формуванні ідеології та філософії розвитку галузі: організації та проведенні чисельних фахових науково-освітніх конгресів, зокрема з міжнародною участю, конференцій, нарад. За участі колективу університету було створено унікальну «Фармацевтичну енциклопедію» (2005), низку національних підручників, тлумачних словників, довідників та ін. фахової літератури. На базі університету відбулись I (1963), III (1979), V (1999), VI (2005), VII (2010) та VIII (2016) Національні з'їзди фармацевтів України.
За пропозицією колективу НФаУ та підтримки МОЗ в Україні було започатковане професійне свято «День фармацевтичного працівника» (1999) та звання «Заслужений працівник фармації України» (2005), було розроблено та прийнято «Етичний кодекс фармацевтичних працівників України» (2010).
Також НФаУ активно співпрацює з роботодавцями та представниками практичної фармації. Одним зі спільних проєктів став започаткований у 2021 році до сторіччя університету «Стипендіальний проєкт». Роботодавців обирають найкращих студентів та призначають їм іменні стипендії

## Матеріально-технічна база
Навчально-виробничі площі НФаУ становлять 141 тис. м² — це 10 навчальних корпусів, 6 гуртожитків, сучасна аудиторно-лабораторна база, яка налічує 19 лекційних аудиторій, наукову бібліотеку, дослідне поле, харчувальний комплекс, центр здоров'я, спорту та відпочинку, пункт первинної медико-санітарної допомоги студентам, видавничий центр, комп'ютерний центр, центр дистанційних технологій навчання.
Наукова бібліотека університету укомплектована унікальними вітчизняними та зарубіжними галузевими виданнями (з 1841 року). Фонд бібліотеки налічує понад 1 млн примірників на паперових та електронних носіях; читачі мають доступ до англомовних повнотекстових та реферативних колекцій періодичних і довідкових видань концерну EBSCO Publishing. До послуг користувачів: 6 абонементів (наукової, навчальної, довідкової, зарубіжної літератури, електронних інформаційних ресурсів, періодичних видань), 8 читальних залів та 2 електронних читальних зали, а також бібліотечні пункти на кафедрах і в студентських гуртожитках.
Унікальним є харчувальний комплекс університету, який забезпечує здорове харчування за пільговими цінами для здобувачів освіти та співробітників. Загальна кількість місць 6-ти «студентських ресторанів» складає 700 осіб.
З 2007 року в НФаУ почалось впровадження дистанційних технологій навчання. На сьогодні розроблені та працюють дистанційні курси з кожної дисципліни, що дозволило забезпечити неперервність та якість освітнього процесу під час пандемії COVID-19 та із введенням військового стану в Україні.

## Студентське життя
Студентське наукове товариство НФаУ налічує майже 960 студентів, Рада молодих вчених — 130 молодих науковців.. Здобувачі освіти задіяні у програмах академічних обмінів із закордонними навчальними закладами-партнерами НФаУ (Республіка Польща, Литовська Республіка, Естонська Республіка), отримують іменні стипендії, мають можливість навчатися та проходити стажування за кордоном.
В університеті створені необхідні умови для підготовки висококваліфікованих фахівців. Практично усі дисципліни на 100 % забезпечені навчально-методичним комплексом: «підручник — навчальний посібник — методичні рекомендації — тестові завдання» (на паперовому або електронному носіях). Підручниками та навчальними посібниками, створеними науково-педагогічними працівниками НФаУ, користуються не лише студенти фармацевтичних факультетів ЗВО України та країн СНД, а також і здобувачі освіти багатьох ЗВО іншого профілю. Неодноразово навчальна література НФаУ відзначалася нагородами, в тому числі і Державною премією України.
Естетичним та духовним розвитком студентів опікується культурний центр НФаУ, в якому працюють вокальна студія, клуб веселих і кмітливих, театр-студія, студія естрадного танцю тощо. Студенти університету є постійними учасниками та призерами міських, обласних та всеукраїнських конкурсів художньої самодіяльності.
В НФаУ діє студентське самоврядування — студентський парламент та первинна профспілкова організація студентів. Таким чином, здобувачі освіти мають змогу не лише здобувати знання, а й розвивати soft skills та реалізувати усі свої таланти.

## Відомі випускники
- Тетяна Баглай, учасниця XXIX Української антарктичної експедиції
- Ірина Горіна, українська політична діячка, економістка
- Алла Котвіцька, український вчений-фармацевт
- Олександр Тихонов, український вчений-фармацевт
- Валентин Черних, український вчений-фармацевт, член-кореспондент Національної Академії Наук України

##### У соціальних мережах
Instagram
Youtube
TikTok